# Balaghat
Balaghat é uma cidade e um município no distrito de Balaghat , no estado indiano de Madhya Pradesh.

## Geografia
Balaghat está localizada a 21° 48′ N, 80° 11′ L. Tem uma altitude média de 288 metros (944 pés).

## Demografia
Segundo o censo de 2001, Balaghat tinha uma população de 75 061 habitantes. Os indivíduos do sexo masculino constituem 51% da população e os do sexo feminino 49%. Balaghat tem uma taxa de literacia de 79%, superior à média nacional de 59,5%; com 55% para o sexo masculino e 45% para o sexo feminino. 11% da população está abaixo dos 6 anos de idade.